# ツマリテングハギ
ツマリテングハギ（Naso brevirostris）は、テングハギ属の海水魚。インド西太平洋に分布する。

## 分類・名称
1829年にフランスの生物学者であるジョルジュ・キュヴィエによって Naseus brevirostris として記載された。タイプ産地は明らかにされていないが、おそらくインドネシア。種小名は「短い鼻」という意味で、テングハギに比べて頭部の突起が短いことに由来する。
沖縄県ではバショウカーと呼ばれる。英名は様々で、short-nosed unicornfish、spotted unicornfish、brown unicornfish、lined unicornfish、longnose surgeonfish、palefin unicornfish、paletail unicornfish、shorthorned unicornfish、shortsnouted unicornfishなどがある。

## 分布と生息地
インド太平洋に広く分布する。分布域は紅海からアフリカ東海岸に沿って南アフリカのダーバンまで、インド洋を通って西太平洋に至り、東はピトケアン諸島とハワイ諸島まで、北は日本、南はオーストラリアまで広がる。オーストラリアでは、ニンガルー・リーフからグレートバリアリーフ北部、珊瑚海、南はクイーンズランド州のモートン湾、タスマン海のロード・ハウ島地域まで分布している。東太平洋ではガラパゴス諸島周辺で見られる。ラグーンやサンゴ礁に生息し、生息水深は46 m以浅。

## 形態
背鰭は6棘27 - 29軟条から、臀鰭は2棘27 - 29軟条から成る。体長は体高の2 - 2.7倍。吻は短い。成魚は和名の通り、頭部に天狗の鼻のような角状突起をもつ。ただし同属のテングハギの突起よりは短い。全長10 cmで頭部が隆起し始める。尾柄部に鋭い骨質板をもつため、触れると危険である。骨質板は雄の方が大きい。尾鰭は截形か扇形。
体色は青みがかった灰色からオリーブ色で、体前部は青白く、体色ははっきりと分かれる。濃い灰色の細い縞が入り、下半身では小さな斑点になる。頭には小さな黒点や格子状の線が入る。突起には黒い斜めの線があり、鰓蓋の縁は白く、唇の縁は淡い青色で、尾鰭は大部分が白い。全長は最大60 cm。

## 生態
集団産卵を行い、ペアを作って産卵する。全長25 cmで性成熟する。成魚は主に動物プランクトンを、幼魚は主に藻類を捕食する。食性の変化は頭部の隆起と同時期に起こる。

## 利用
網やスピアフィッシングで漁獲され、食用になるが、シガテラ中毒の例がある。アクアリウムでは飼育されない。分布域が広く、個体数も安定していると考えられるため、国際自然保護連合(IUCN)は本種を低危険種としている。